# داون أندر 2016
داون أندر 2016 هو سباق دراجات هوائية أقيم بتاريخ 19–24 يناير 2016، تكون السباق من 6 مراحل وامتدّ لمسافة 781.3 كم بسرعة 40.7 كم/س، استغرق السباق 19 ساعة 11 دقيقة 33 ثانية. فاز به الأسترالي سيمون جيرانس وحلّ ثانيا الأسترالي ريتشي بورت بينما حصل على المركز الثالث الكولومبي سيرجيو هيناو.

## الترتيب
| م                     | الدرّاج       | البلد    | الزمن                     |
| --------------------- | ------------ | -------- | ------------------------- |
| الفائز بالترتيب العام | سيمون جيرانس | أستراليا | 19 ساعة 11 دقيقة 33 ثانية |
| الثاني                | ريتشي بورت   | أستراليا |                           |
| الثالث                | سيرجيو هيناو | كولومبيا |                           |
| التسلق                | سيرجيو هيناو | كولومبيا | -                         |

## المراحل
| المرحلة   | التاريخ  | الدورة                                                      | type         | المسافة (كم) | الفائز بالمرحلة | القائد العام |
| --------- | -------- | ----------------------------------------------------------- | ------------ | ------------ | --------------- | ------------ |
| المرحلة 1 | 19 يناير | Prospect, South Australia ‏ – Lyndoch, South Australia ‏      | مرحلة مستوية | 130٫8        | كاليب إيوان     | كاليب إيوان  |
| المرحلة 2 | 20 يناير | Unley, South Australia ‏ – Stirling, South Australia ‏        | مرحلة التلال | 132          | جاي مكارثي      | جاي مكارثي   |
| المرحلة 3 | 21 يناير | Glenelg, South Australia ‏ – كاملبتاون                       | مرحلة التلال | 139          | سيمون جيرانس    | سيمون جيرانس |
| المرحلة 4 | 22 يناير | Norwood, South Australia ‏ – فيكتور هاربور                   | مرحلة التلال | 138          | سيمون جيرانس    | سيمون جيرانس |
| المرحلة 5 | 23 يناير | McLaren Vale, South Australia ‏ – Willunga, South Australia ‏ | مرحلة متوسطة | 151٫5        | ريتشي بورت      | سيمون جيرانس |
| المرحلة 6 | 24 يناير | أديلايد – أديلايد                                           | مرحلة مستوية | 90           | كاليب إيوان     | سيمون جيرانس |

### مرحلة 1
في تاريخ2016-01-19

## روابط خارجية
- داون أندر 2016 على موقع إحصائيات الدراجات الإحترافية (الإنجليزية)